# 1524
| 1524               |
| ------------------ |
| Dødsfald - Fødsler |
|                    |

| Gregoriansk kalender | 1524 MDXXIV             |
| Ab urbe condita      | 2277                    |
| Armensk kalender     | 973 ԹՎ ՋՀԳ              |
| Kinesiske kalender   | 4220 – 4221 癸未 – 甲申 |
| Etiopisk kalender    | 1516 – 1517             |
| Jødisk kalender      | 5284 – 5285             |
| Hindukalendere       |                         |
| - Vikram Samvat      | 1579 – 1580             |
| - Shaka Samvat       | 1446 – 1447             |
| - Kali Yuga          | 4625 – 4626             |
| Iransk kalender      | 902 – 903               |
| Islamisk kalender    | 930 – 931               |

Konge i Danmark:  Frederik 1. 1523-1533
Se også 1524 (tal)

## Begivenheder
- 10. marts - Henrik d. 8 glemmer under et ridderturnering at slå visiret på sin hjelm ned og resultatet bliver en voldsom hjernerystelse
- Malmø-borgmesteren Hans Mikkelsen oversætter sammen med den i samme by bosatte lunde-kannik Christiern Pedersen Det nye testamente til dansk.
- Den tyske bondekrig (eller «Bondeoprøret») (1524-1525) var en blodig opstand blandt bønderne i den sydlige og midterste del af Tyskland.

## Dødsfald
- 20. april – Pierre du Terrail, Chevalier de Bayard – Ridderen uden frygt og dadel (født 1476).
- 24. december – Vasco da Gama – Opdagelsesrejsende